# رابینسون آر-۴۴

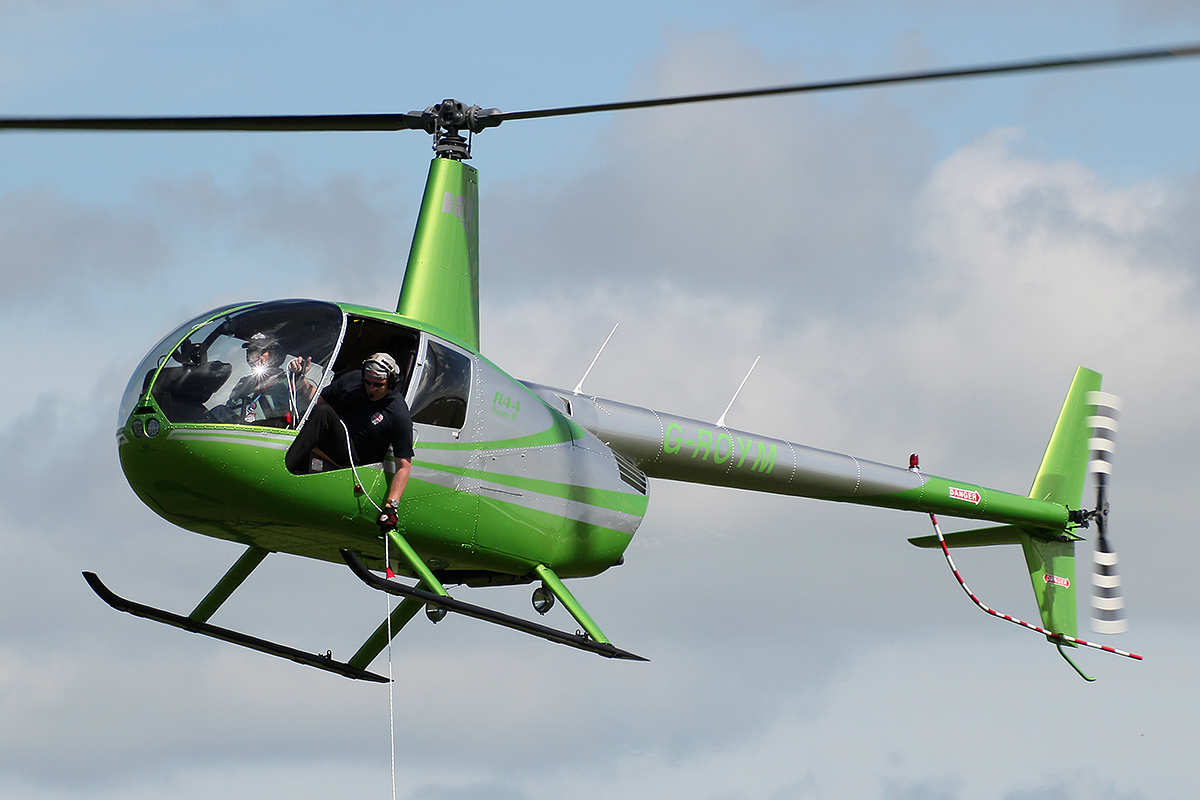

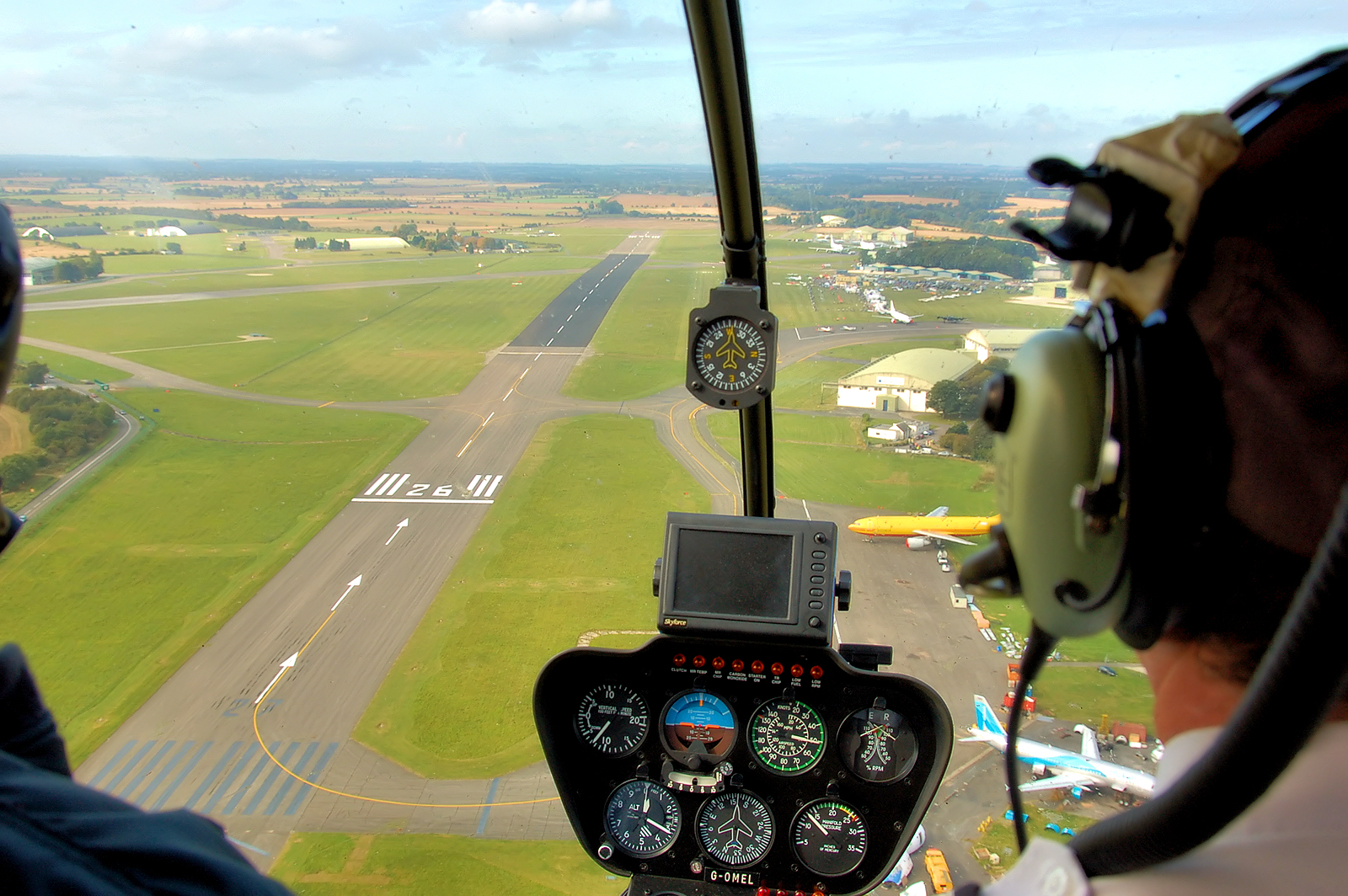
نمای کابین خلبان

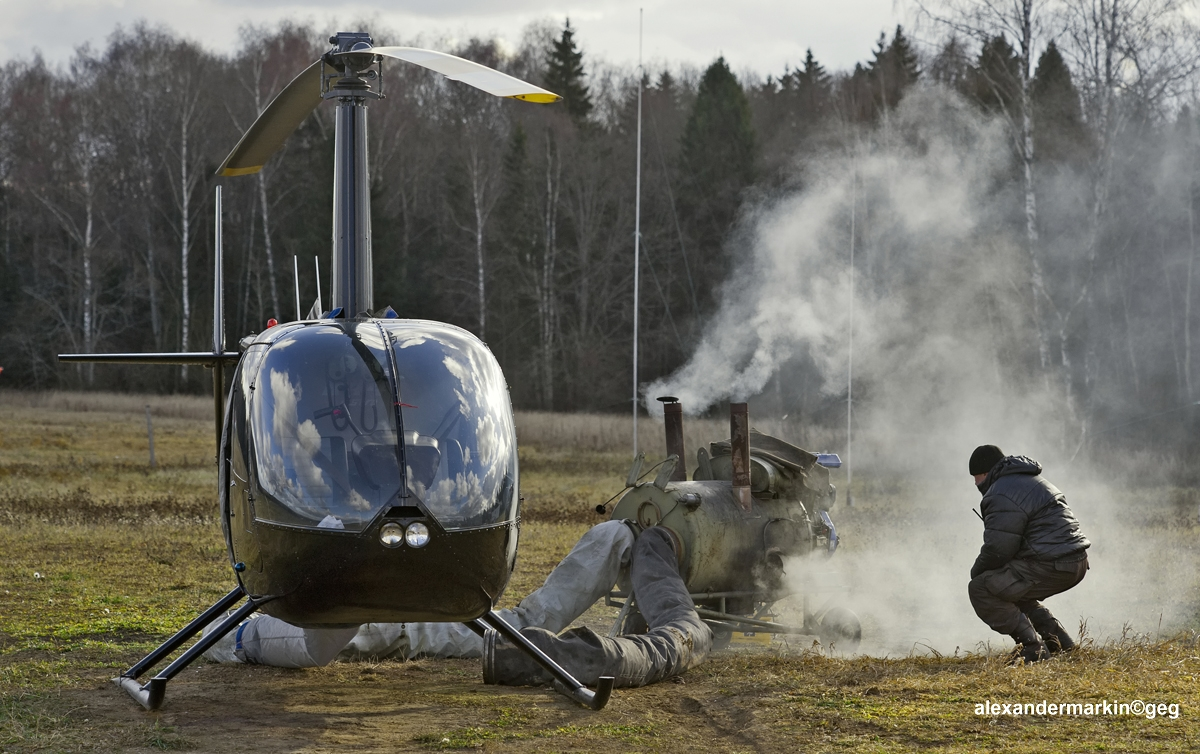
گرم کردن آر-۴۴ در یک روز سرد

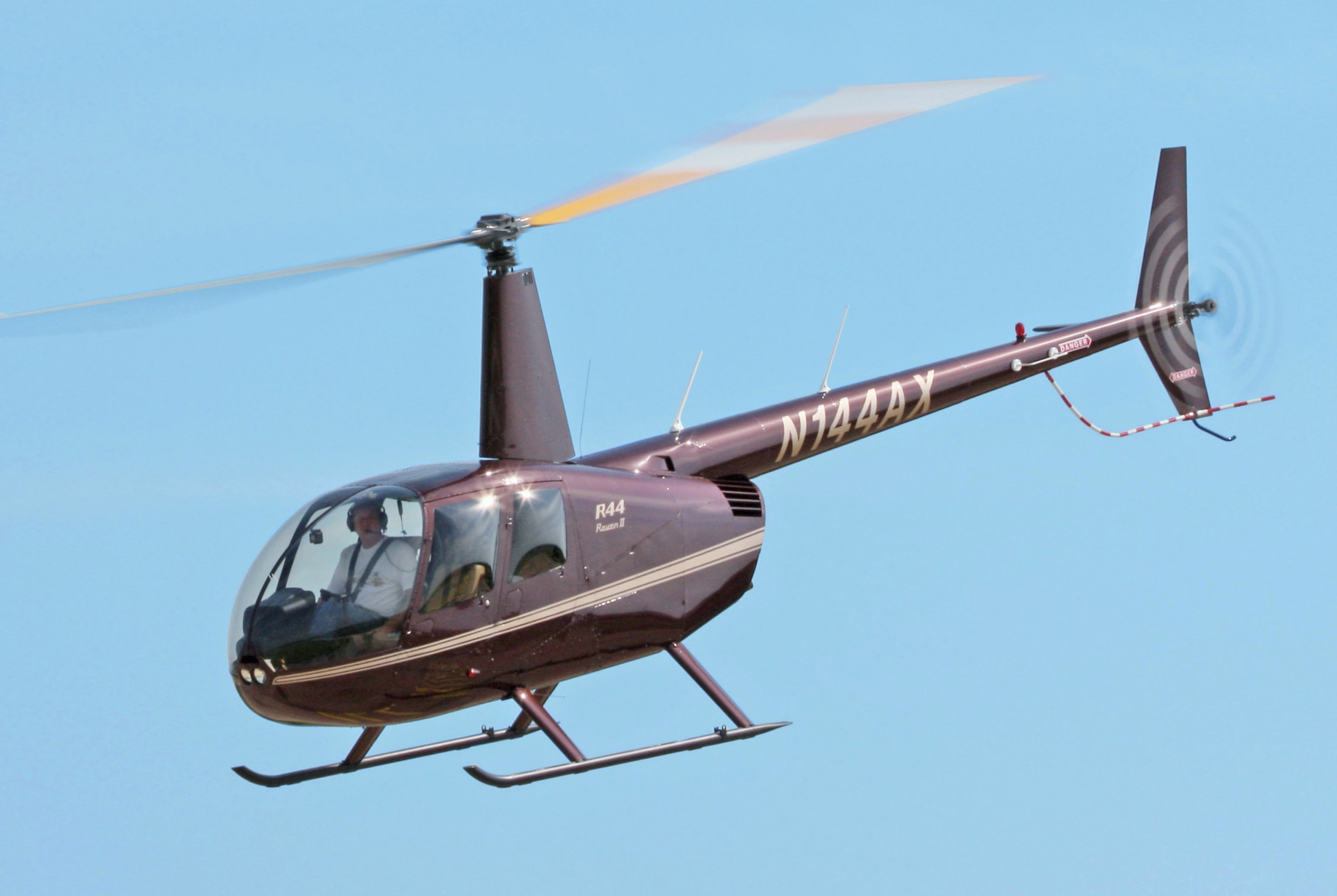

رابینسون آر۴۴ (به انگلیسی: Robinson R44) یک بالگرد سبک چهارسرنشین ساخت شرکت رابینسون هلیکاپتر است که از سال ۱۹۹۲ تاکنون در خط تولید قرار دارد. بالگرد آر-۴۴ که بر پایهٔ بالگرد آر-۲۲ ساخته شده‌است، دارای ویژگی‌های کنترل هیدرولیک نیز هست. این بالگرد در سال ۱۹۹۲ گواهی ایمنی را از اداره هوانوردی فدرال دریافت نمود و از سال ۱۹۹۳ به خریداران تحویل داده شد. آر-۴۴ از سال ۱۹۹۹ تاکنون هرساله بعنوان پرفروش‌ترین بالگرد هوانوردی عمومی شناخته شده و توانسته از سال ۲۰۰۱ تا ۲۰۲۰ میلادی تعداد ۵۹۴۱ بالگرد بفروشد که باعث می‌شود آر-۴۴ پرفروش‌ترین بالگرد سده ۲۱ نیز لقب بگیرد.

## طراحی
بالگرد سبک آر-۴۴ با پروانه نیمه‌پایدار دوتیغه و اسکید ارائه می‌شود. این بالگرد دارای کابین دو ردیفه است که هر ردیف دو صندلی دارد. بر خلاف آر-۲۲ جهت گردش پروانه دم آر-۴۴ رو به عقب است که موجب افزایش کنترل بالگرد حول محور عمودی می‌شود. در بالگرد آر-۴۴ تیغهٔ پیشرو در زیر قرار گرفته و تیغه پسرو در بالای آن است.

## توسعه
آر-۴۴ که در دهه ۱۹۸۰ میلادی توسط فرانک رابینسون و تیم مهندسی بالگرد او ساخته شد، در سال ۱۹۹۰ نخستین پرواز خود را انجام داد و با دریافت مجوز در سال ۱۹۹۲ موفق شد نخستین محصول را در سال ۱۹۹۳ روانهٔ بازار کند. مدل اولیه از آر-۴۴ فاهد هرگونه سامانه کنترل هیدرولیک بود و سکان، اهرم و پدالها بصورت مکانیکی کار می‌کردند. پس از چند سال تولید، در سال ۱۹۹۸ نخستین بالگرد مخصوص خبرگزاری را با نام «آر-۴۴ نیوزکاپتر» تولید کرد که برای تهیه خبر هوایی کاربرد داشت. و به دنبال آن در سال ۲۰۰۰ میلادی نخستین بالگرد آر-۴۴ با سامانهٔ هیدرولیکی و پدال‌های تنظیم‌شدنی به بازار عرضه شد که «آر-۴۴ رِیوِن» نام داشت. در ژوئیه ۲۰۰۲ شرکت رابینسون یک مدل با نام آر-۴۴ رِیوِن-۲ معرفی کرد که دارای سامانه انژکتوری قوی بود و تیغه‌های پروانهٔ پهن داشت که باعث شد بیشینهٔ وزن برخاست این بالگرد افزایش یابد و در فرازا عملکرد بهتری داشته باشد.
شرکت رابینسون یک پروژه برای تولید بالگرد دیزل در دست دارد که باعث می‌شود مصرف سوخت کاهش یابد و بازده بالگرد در ارتفاعات بالا نیز افزایش پیدا نماید. در این صورت موتور لایکومینگ ۵۴۰ با یک موتور دیزلی که مدل آن هنوز معلوم نیست، تعویض خواهد شد.

## تاریخچه
در سال ۱۹۹۷ جنیفر مورای نخستین خلبان زن بود که توانست دور دنیا را در ۹۷ روز با بالگرد آر-۴۴ بپیماید. او در این سفر طولانی، مسافت بیش از ۵۷هزار کیلومتر را خلبانی کرد. در سال ۲۰۱۴ میلادی رکورد سریعترین بالگرد با موتور پیستونی از آن آر-۴۴ شد که توانست به سرعت ۲۲۷ کیلومتر درساعت دست یابد.

## کاربران
بالگرد رابینسون آر-۴۴ بطور گسترده توسط مراکز آموزش خلبانی و شرکتها و مالکان خصوصی در بیش از ۱۰۰ کشور به‌کار گرفته می‌شود.

### کاربران دولتی و نظامی
بولیوی (نیروی هوایی)
 جمهوری دومینیکن (ارتش)
 استونی (نیروی هوایی)
 اردن (نیروی هوایی)
 لبنان (نیروی هوایی)
 مکزیک (نیروی دریایی)
 نیکاراگوئه (نیروی هوایی)
 پرو (نیروی زمینی)
 فیلیپین (پلیس)
 روسیه (جنگل‌بانی)
 آفریقای جنوبی (پلیس)
 تایلند (نیروی زمینی)
 ایالات متحده آمریکا (پلیس)
 اروگوئه (پلیس)
 ایران  (هلال احمر)

## حوادث
بالگرد آر-۴۴ در حوادث بسیاری پس از سقوط به خاطر نقص پروانهٔ قدیمی آن دچار آتش‌سوزی شده‌است. مشکل آتش‌سوزی توسط شرکت رابینسون با ارائهٔ یک باک بنزین دارای غشای لاستیکی برطرف شد ولی مشکل پروانهٔ قدیمی و نامطمئن آن همچنان وجود دارد.

## گالری

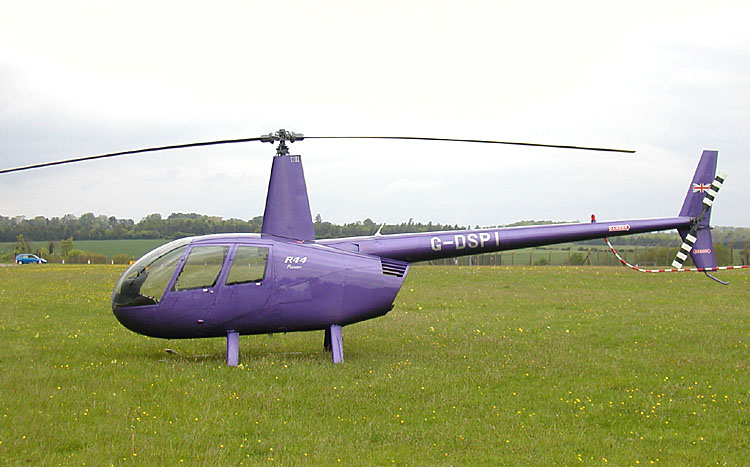
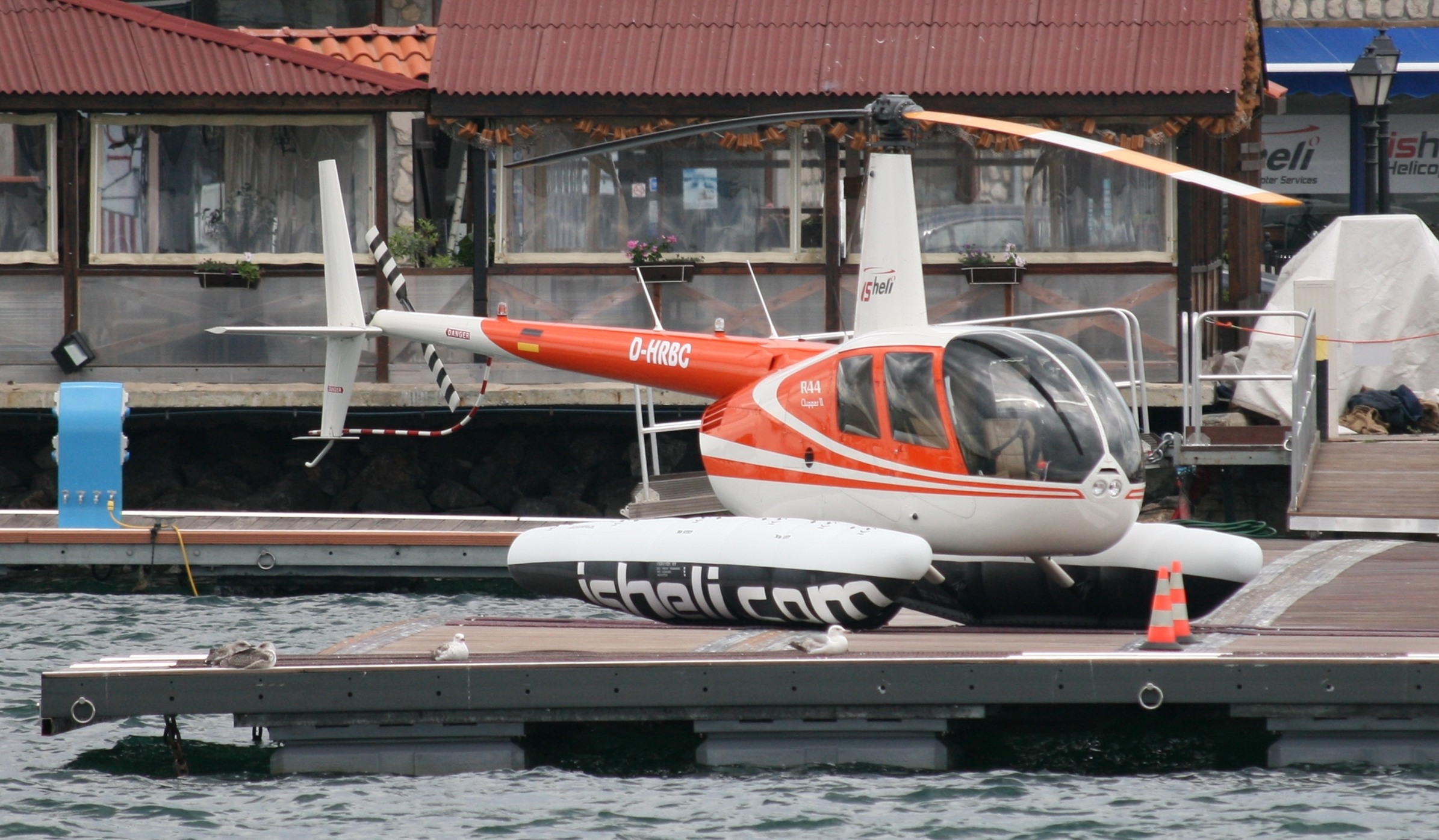
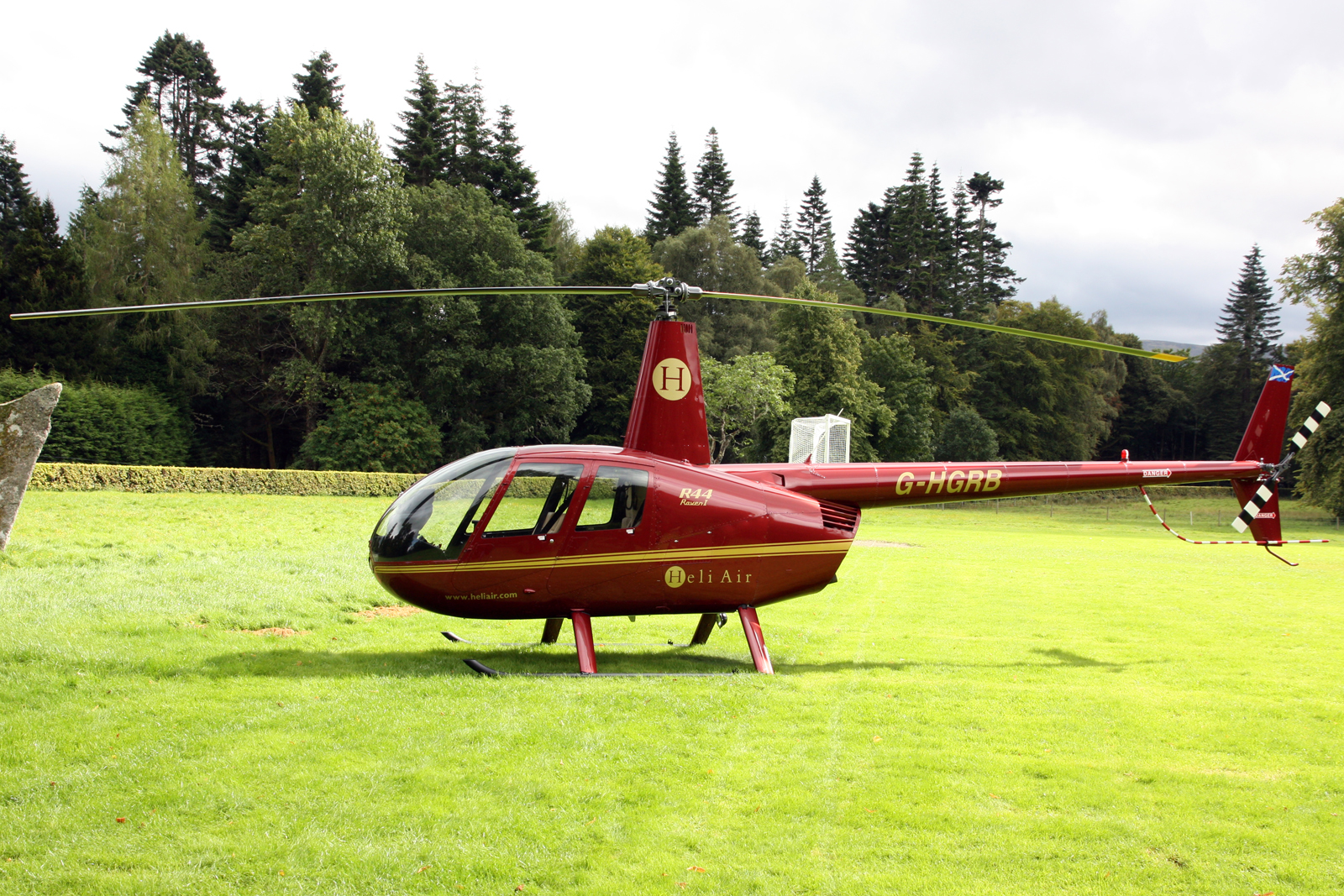
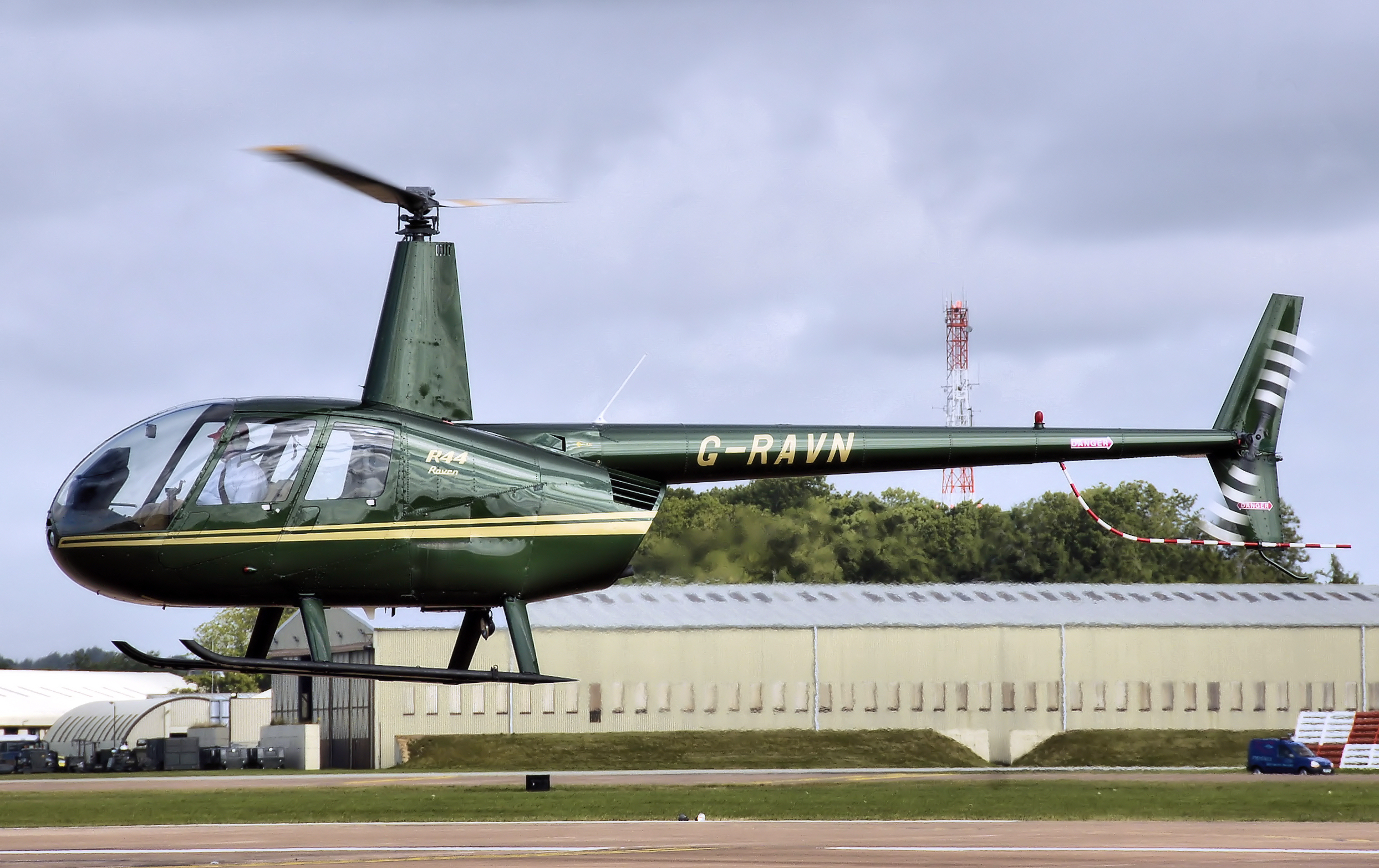
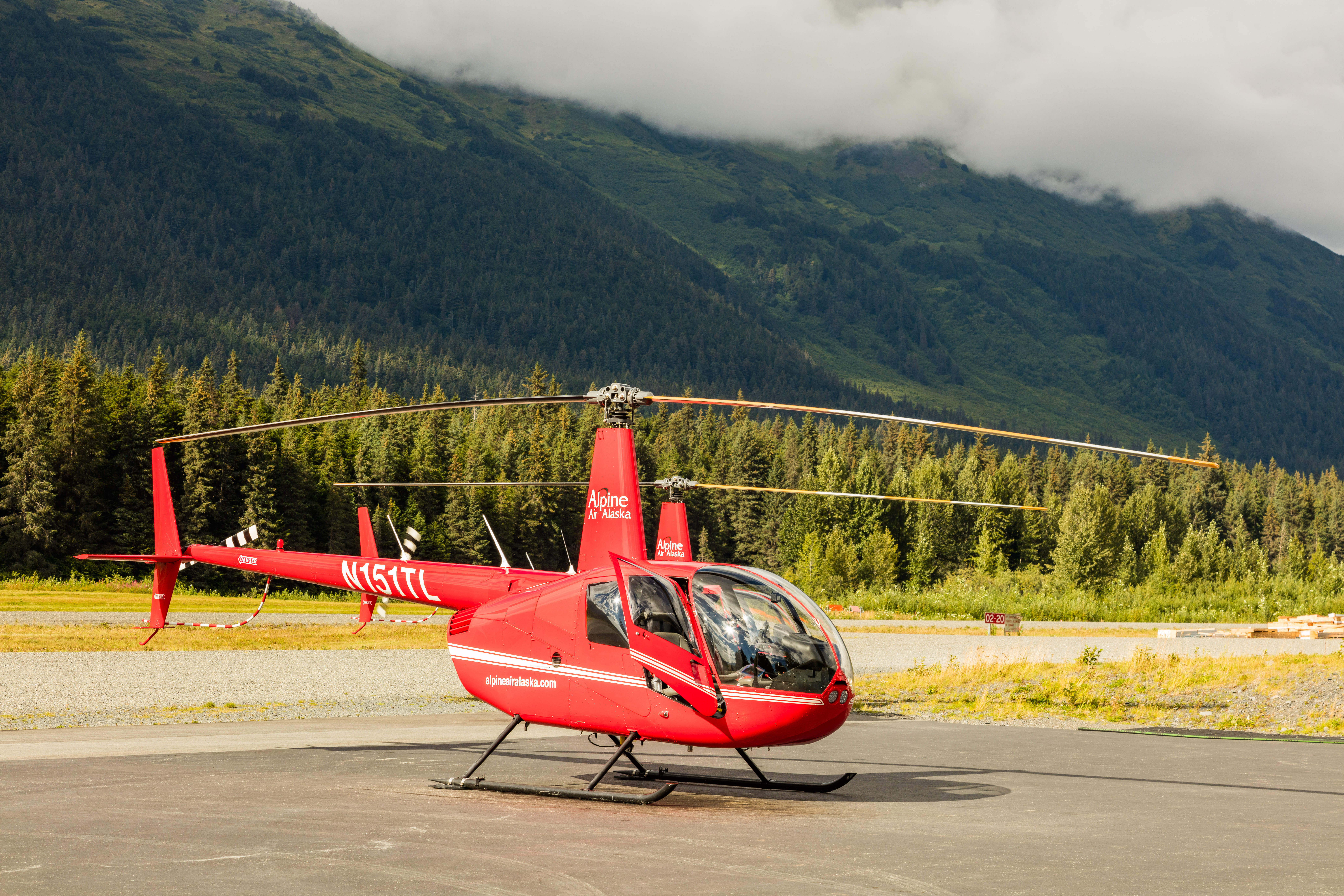
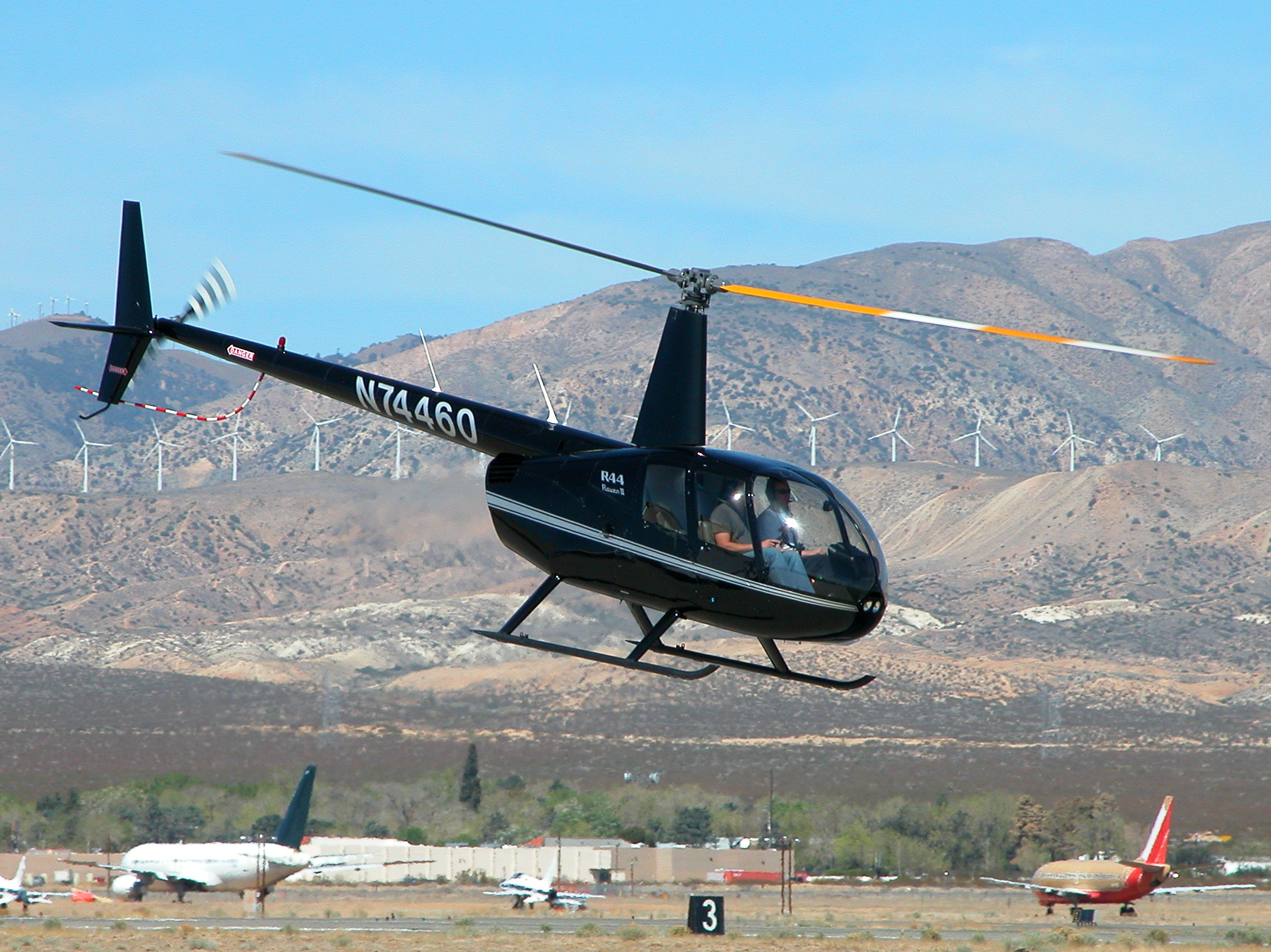
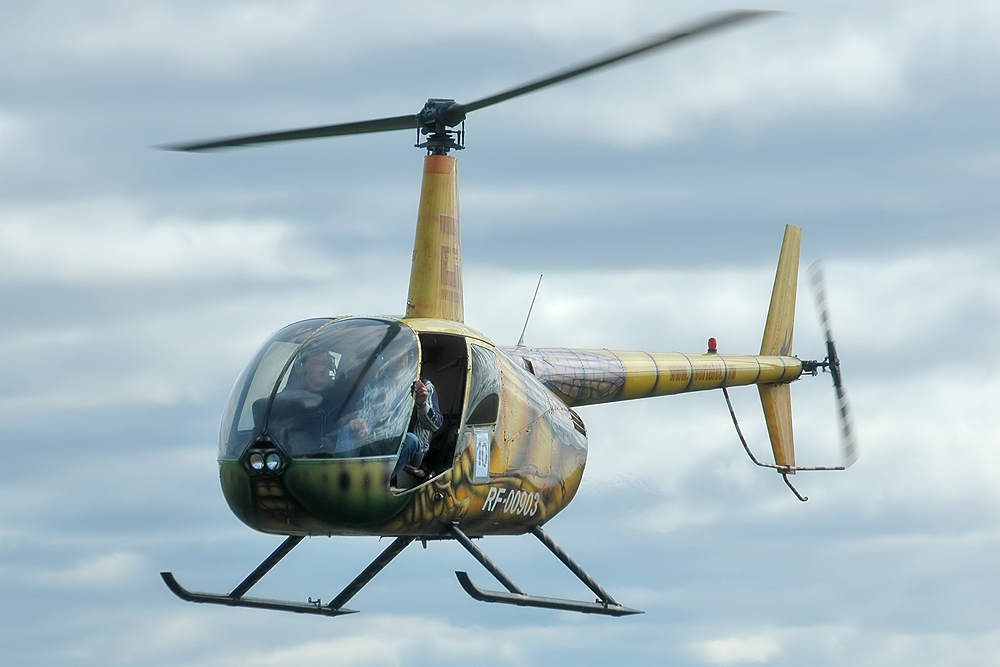
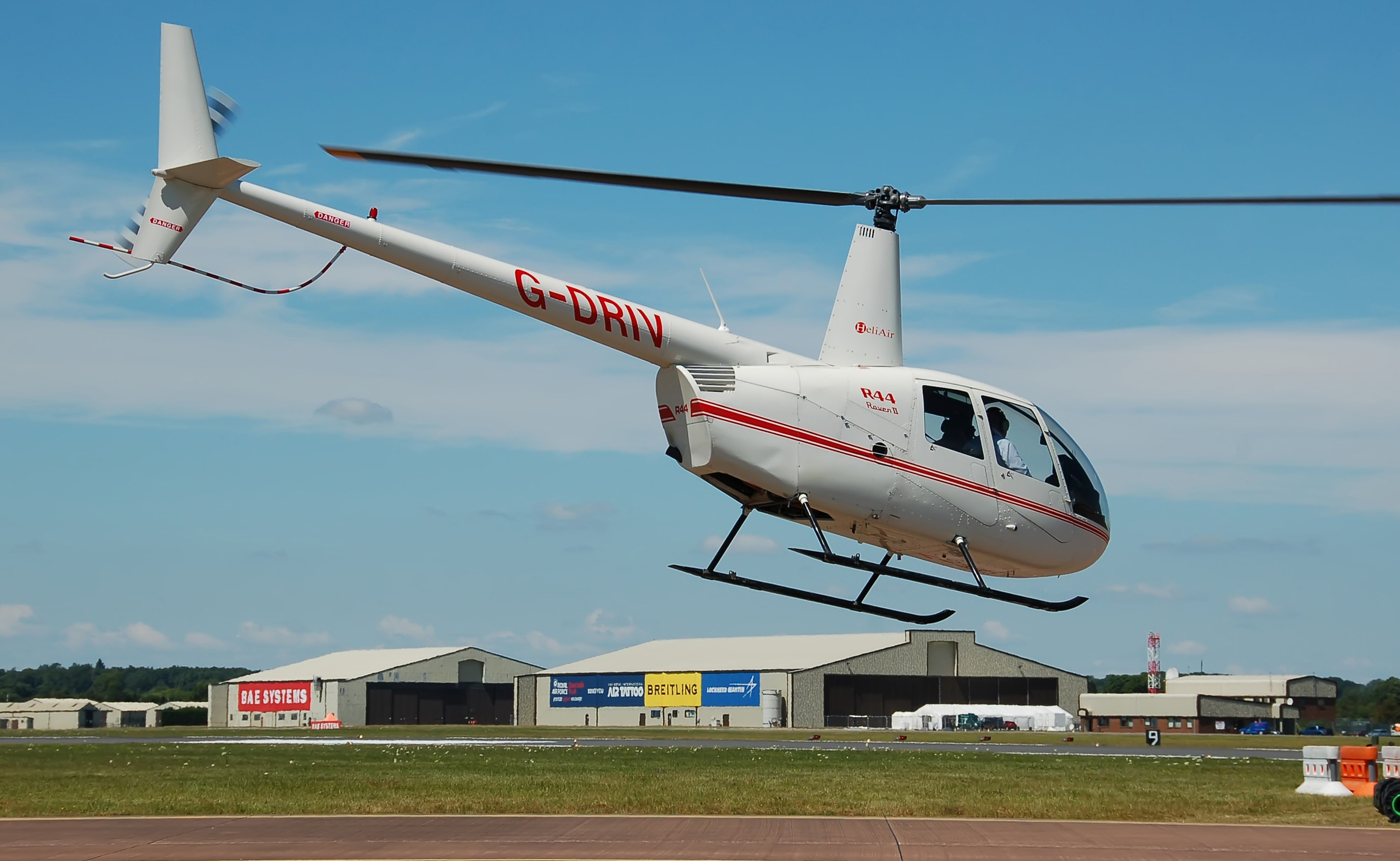
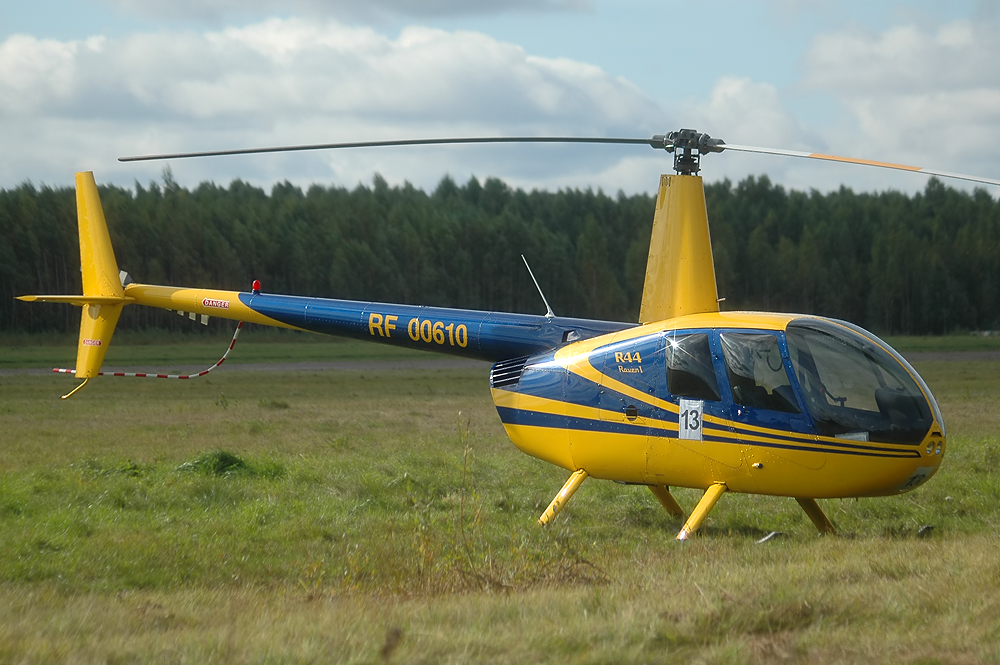
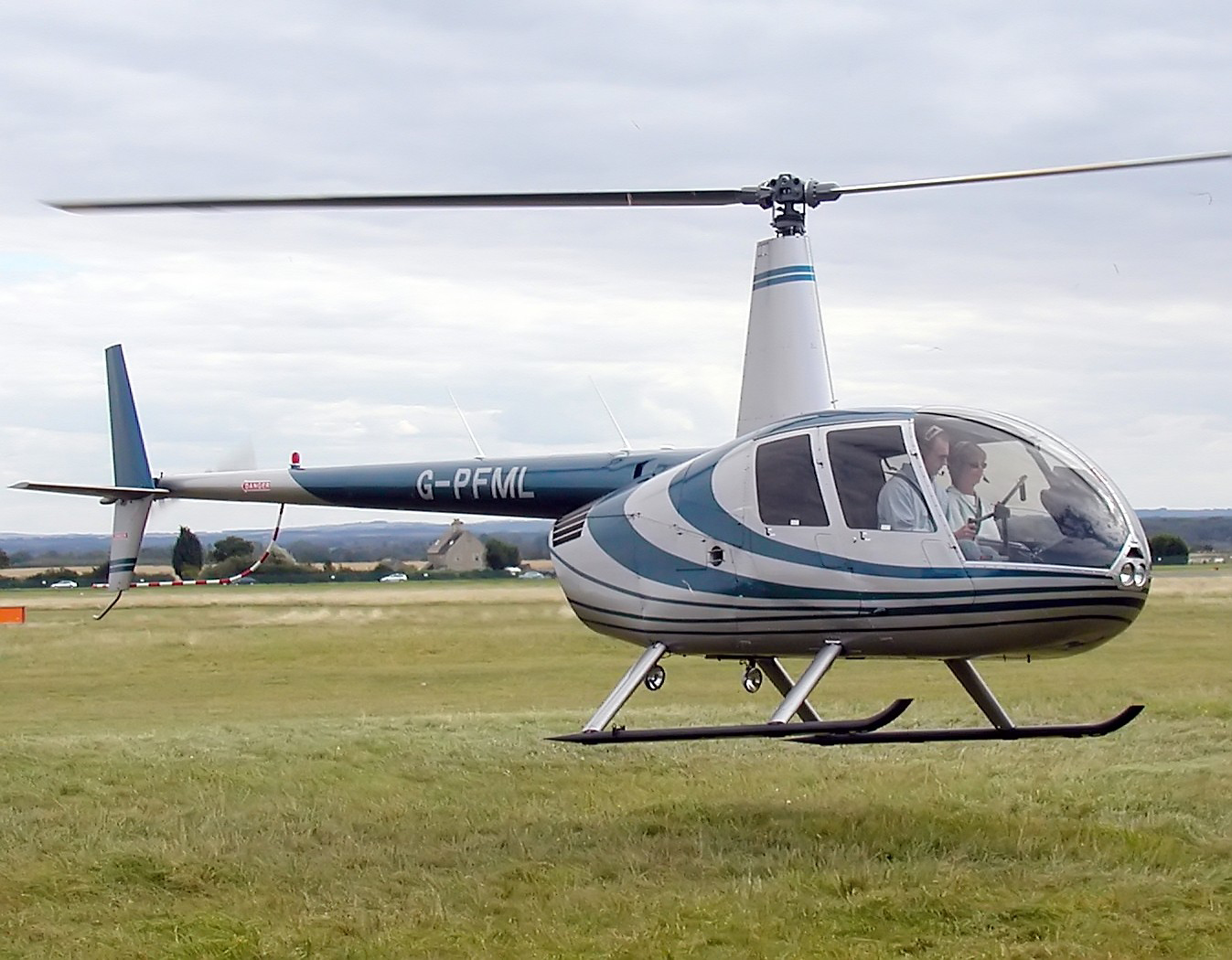
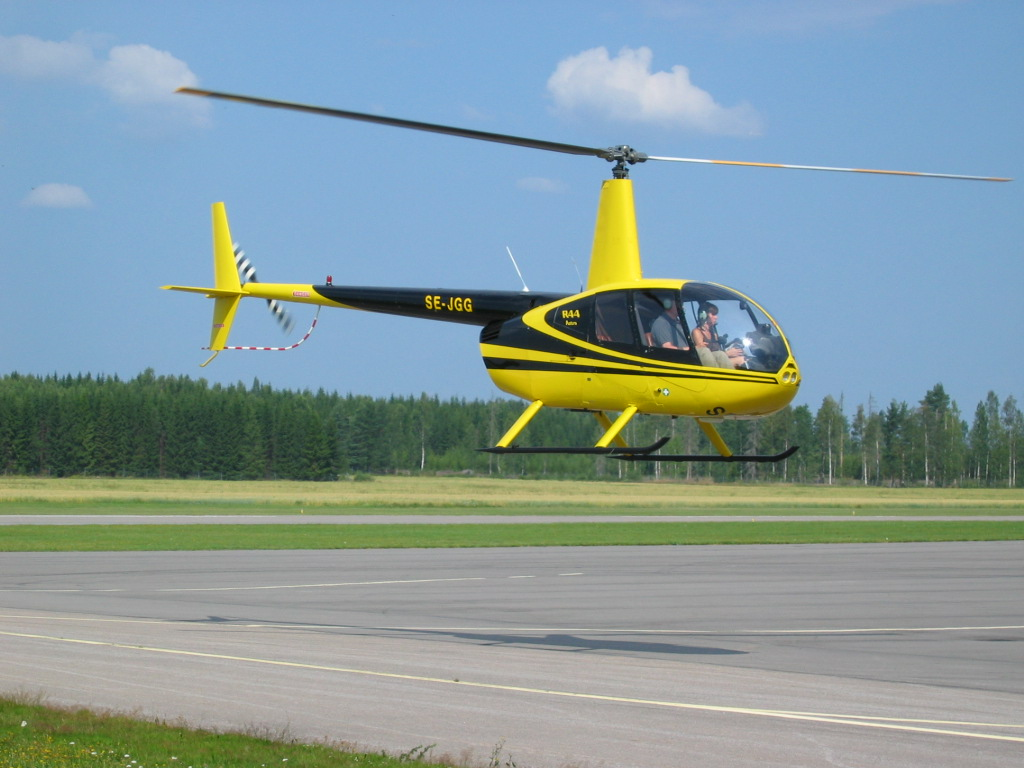
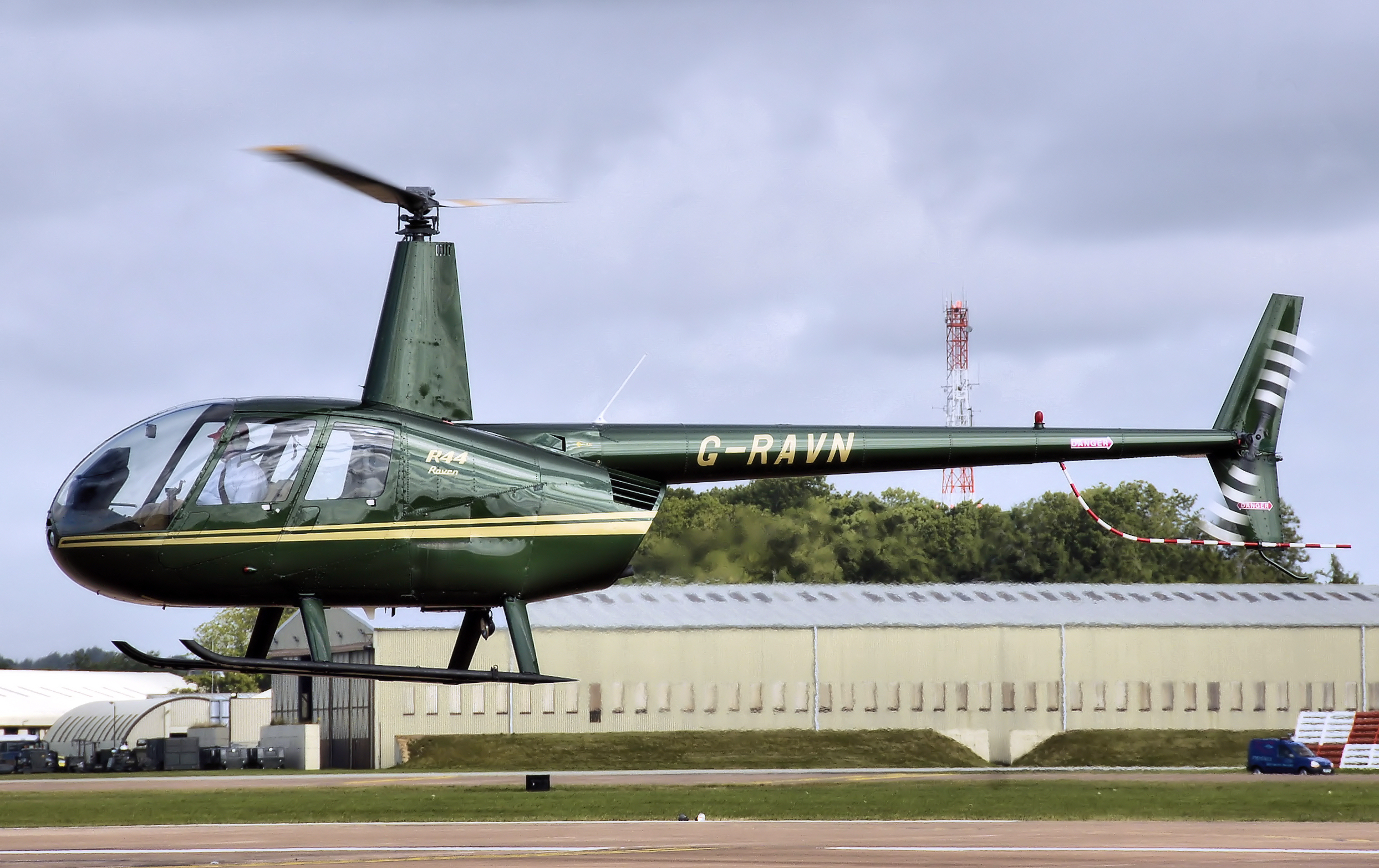
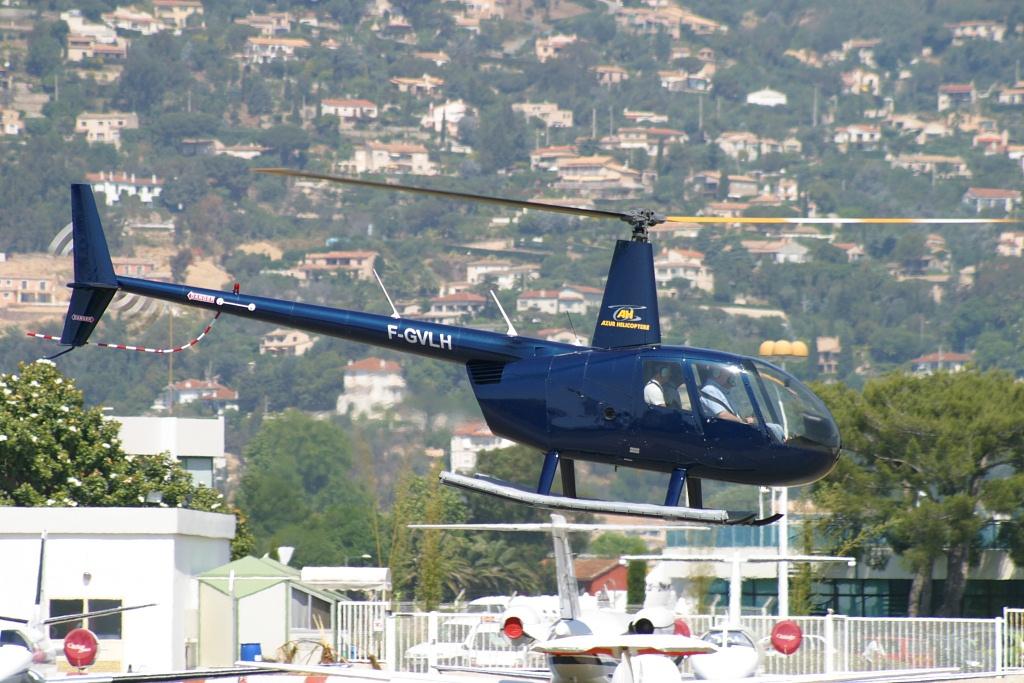
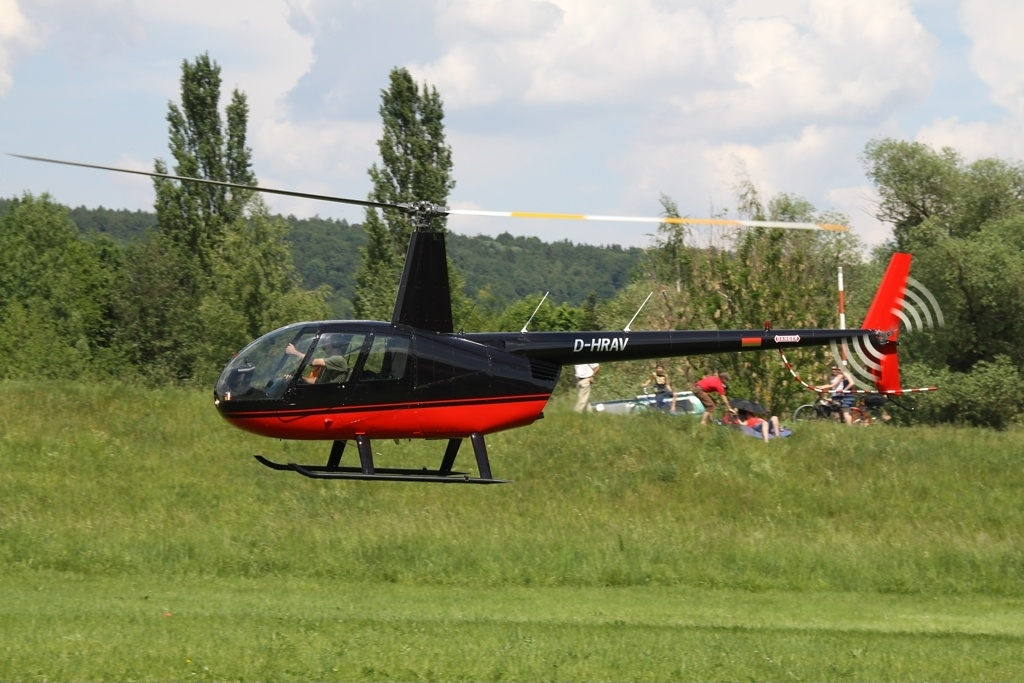
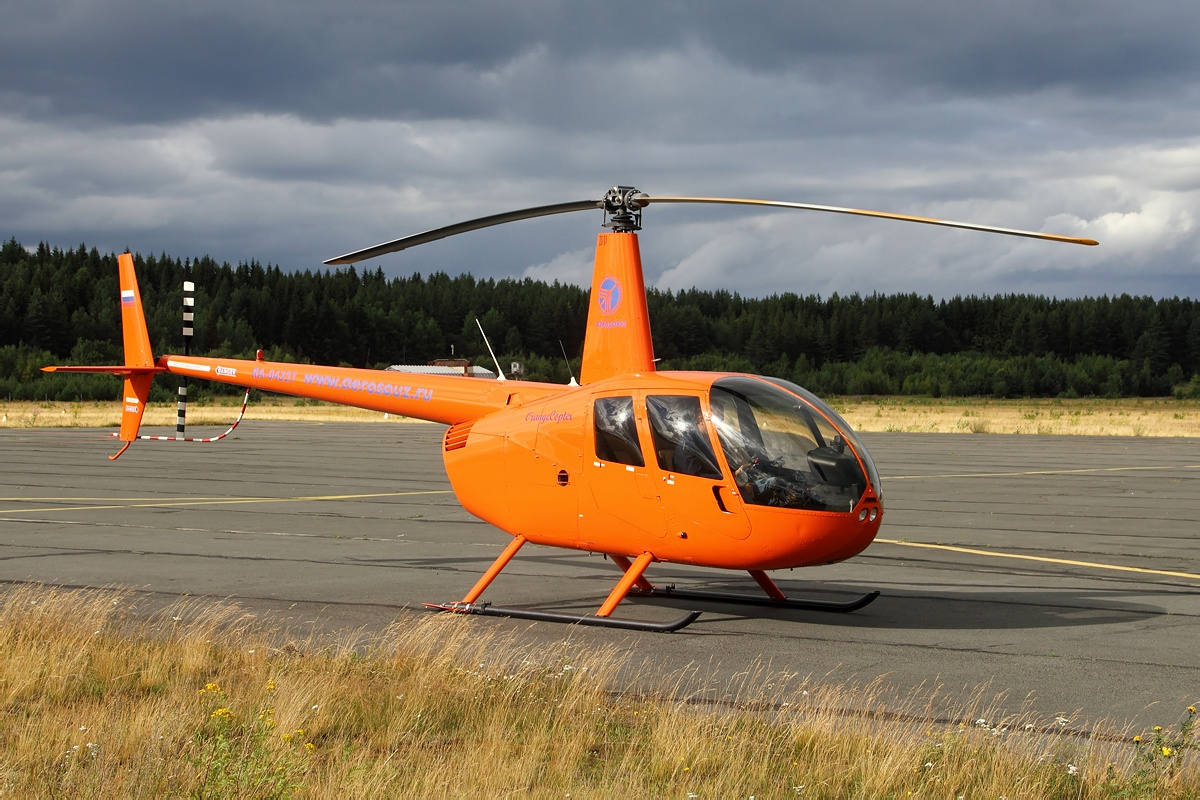
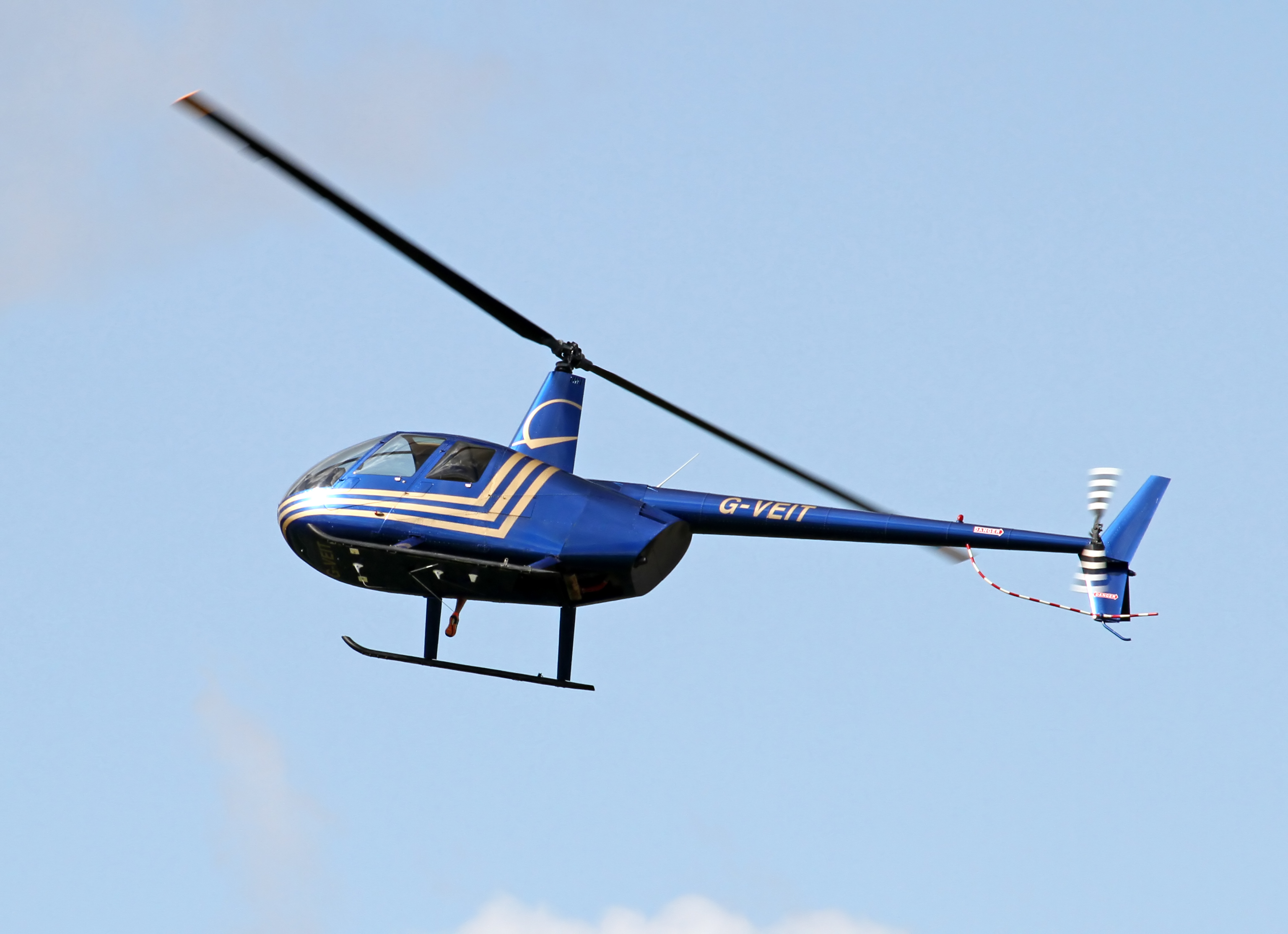
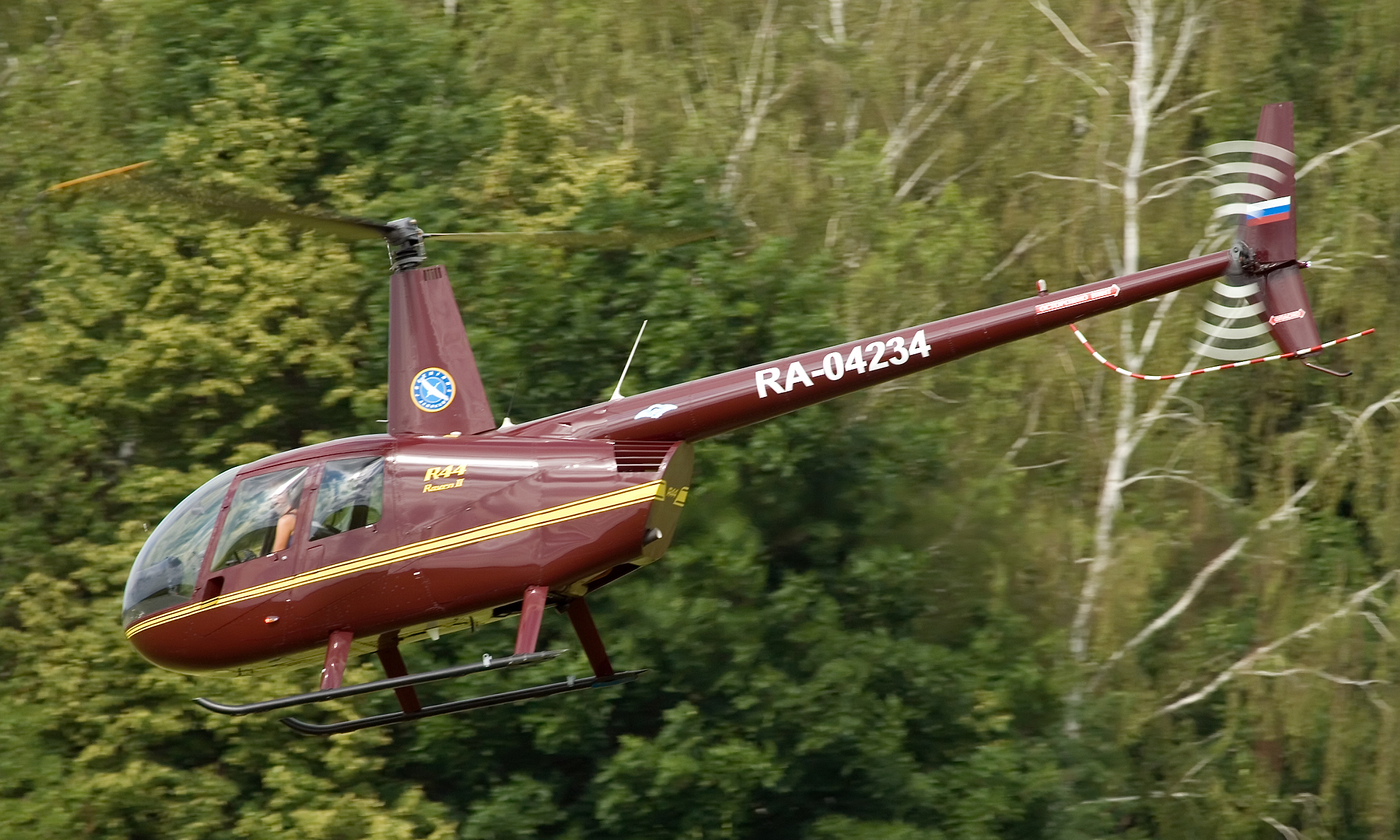
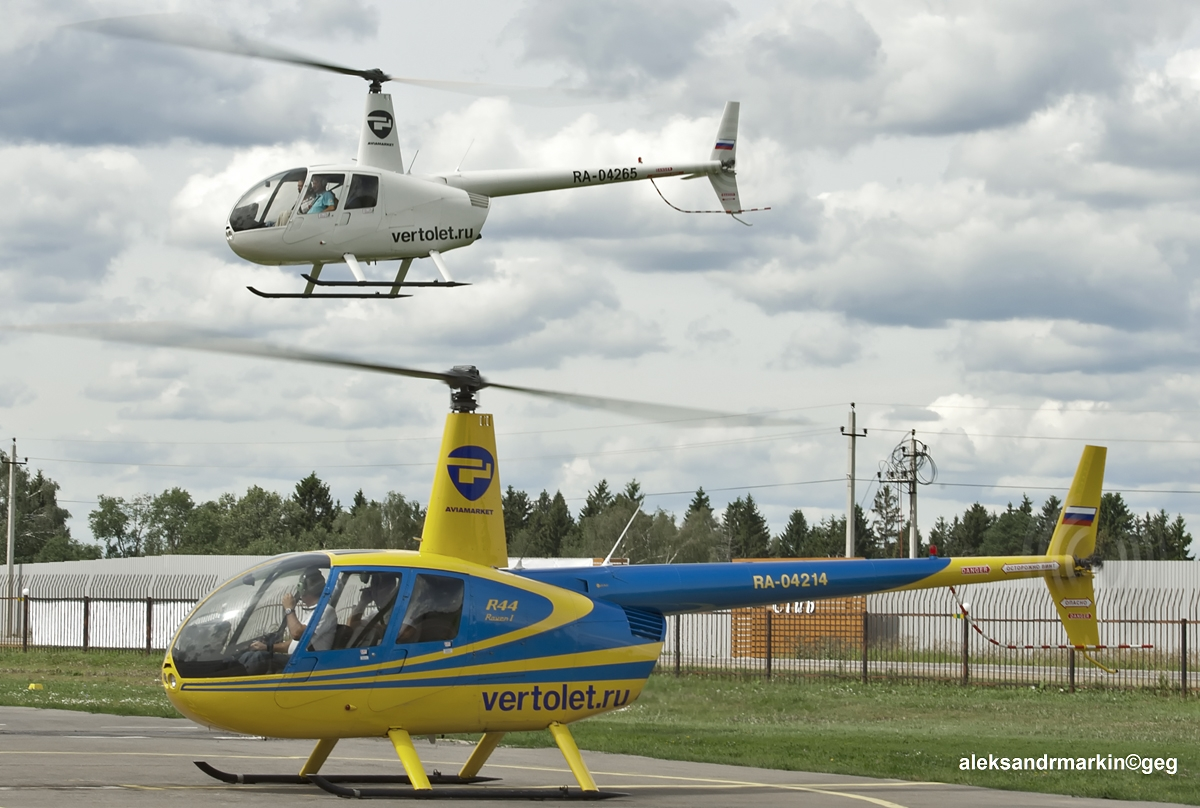
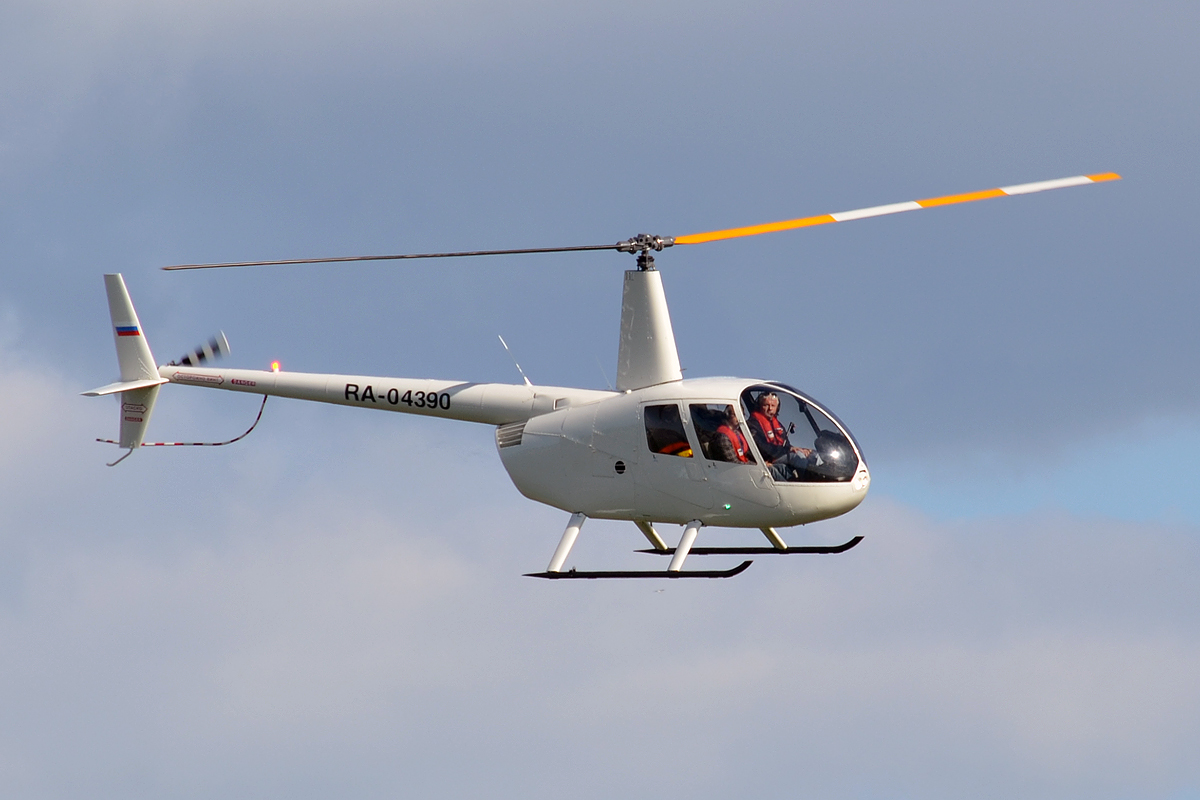
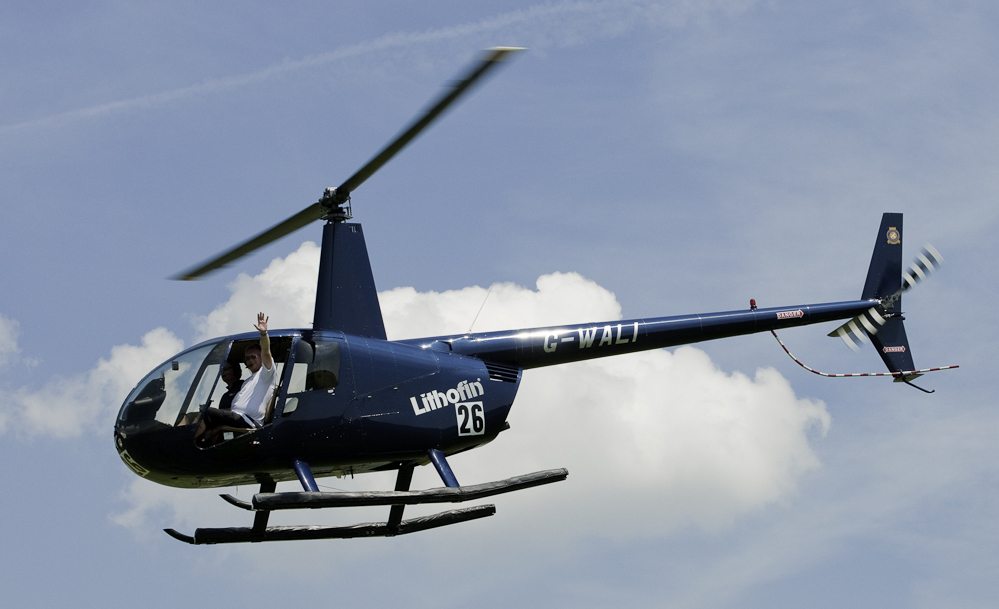
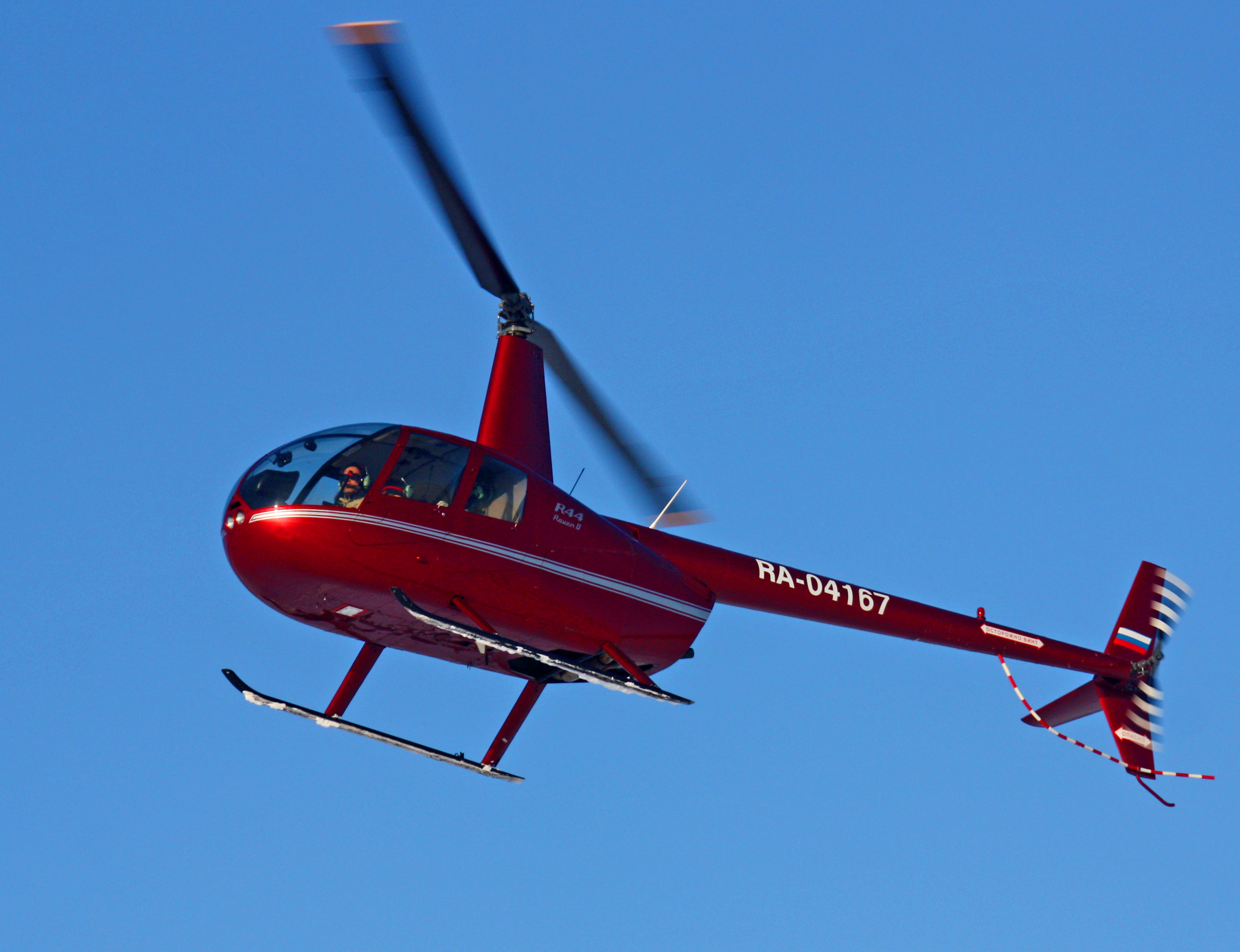
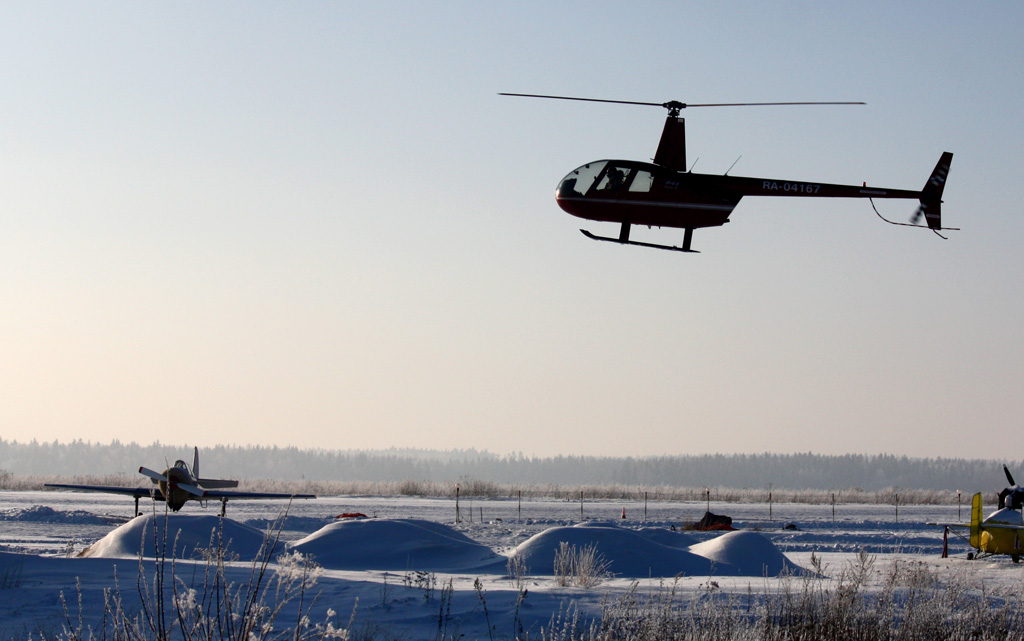
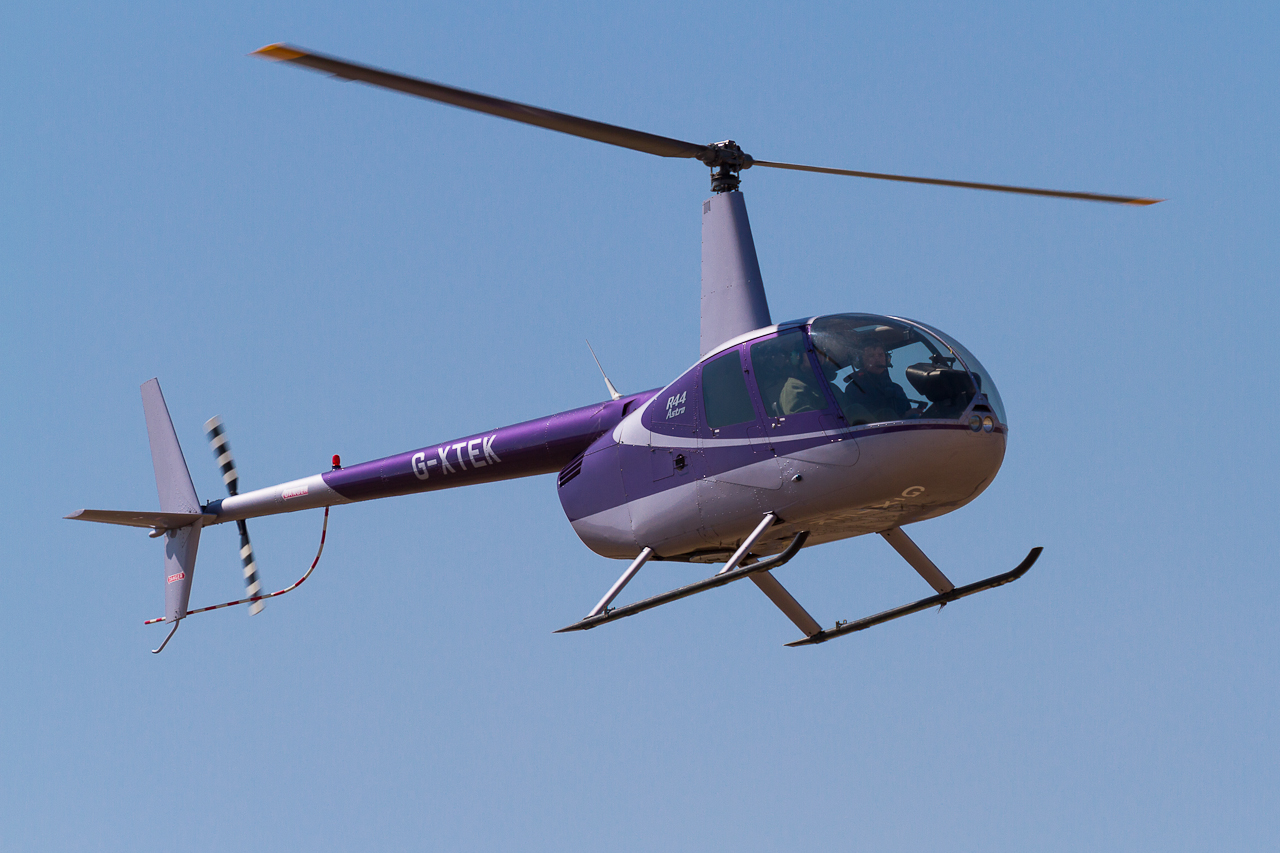
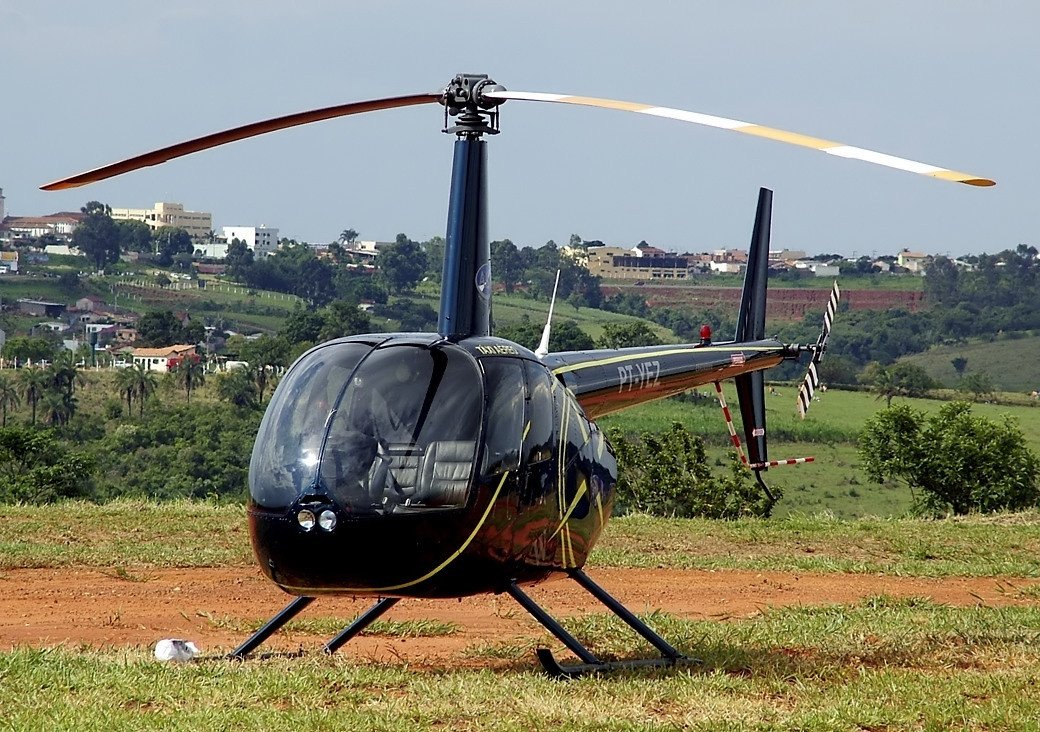
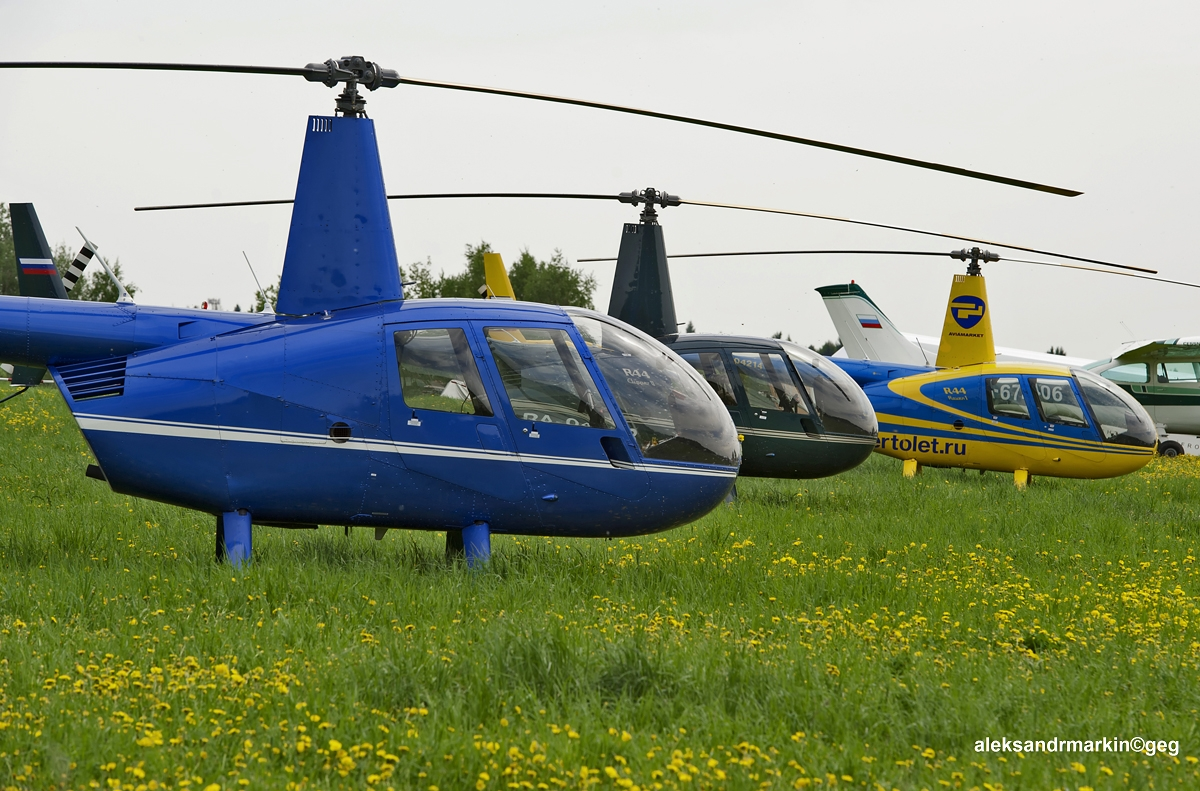
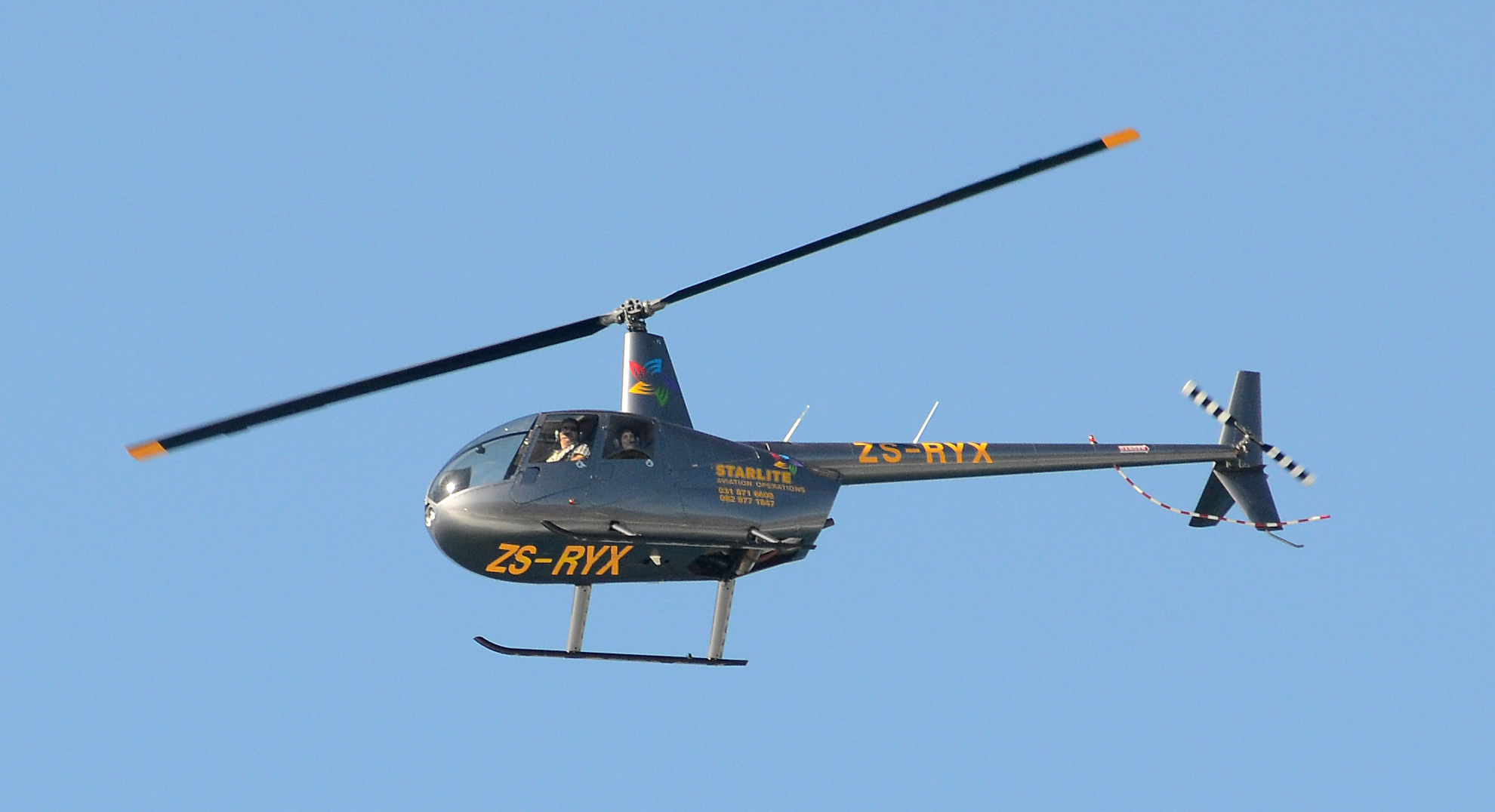
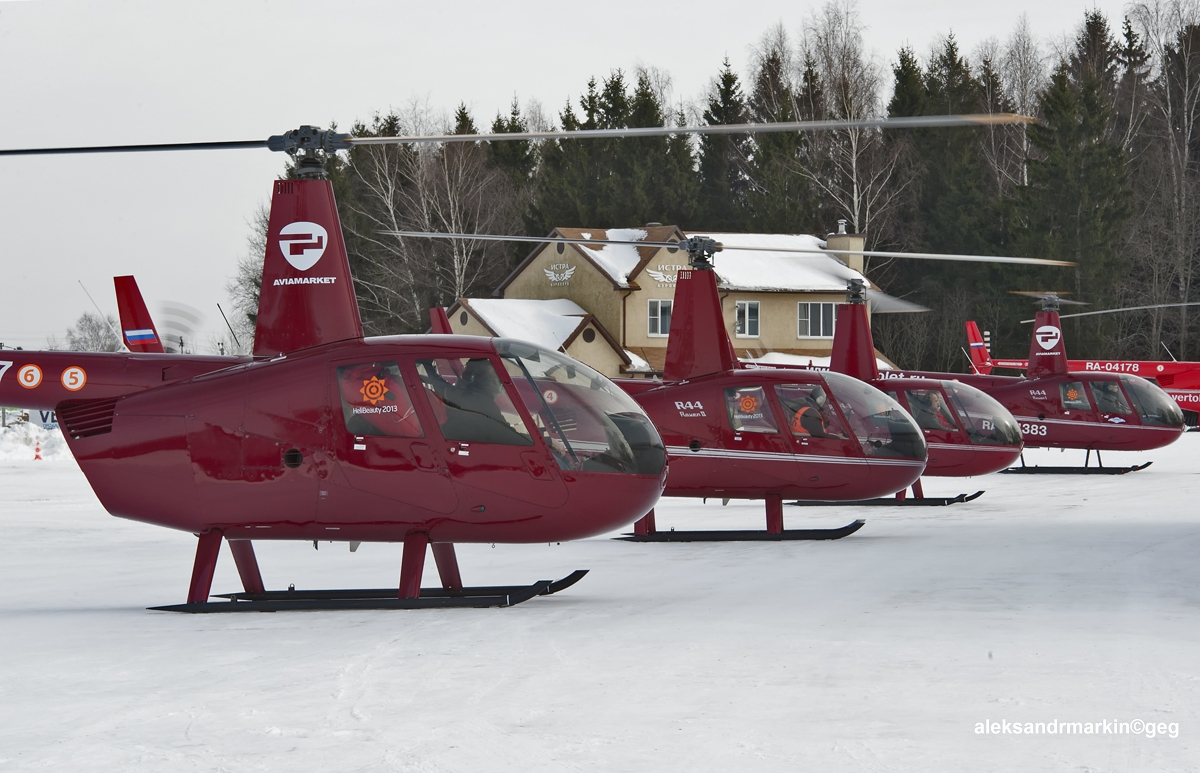
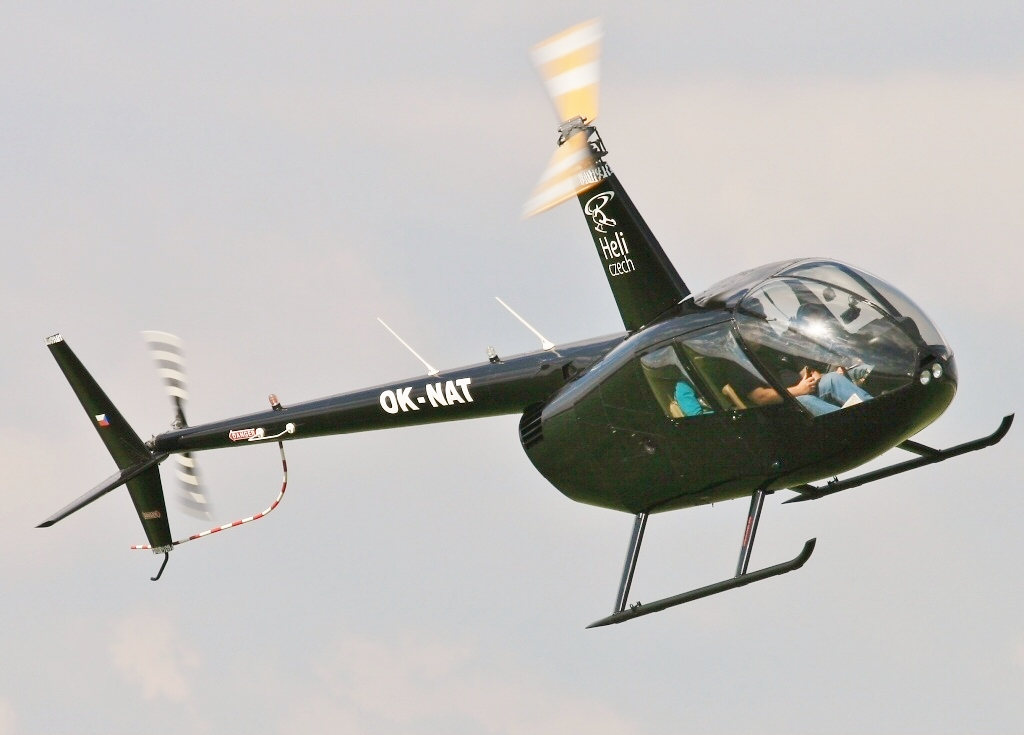

## پی‌نوشت‌ها
1. ↑  "R44 Raven II & R44 Clipper II Estimated Operating Costs" (PDF). Robinson website. Archived from the original (PDF) on 18 September 2020. Retrieved 18 March 2020.
2. ↑  "2013 General Aviation Statistical Databook & 2014 Industry Outlook" (PDF). General Aviation Manufacturers Association. 2014: 17. Retrieved 23 February 2016. {{cite journal}}: Cite journal requires |journal= (help)
3. ↑  General Aviation Manufacturers Association (2020). "2019 Databook" (PDF). Retrieved 1 March 2020. {{cite journal}}: Cite journal requires |journal= (help)
4. ↑  "Timeline: February 1998". Robinson Helicopter Company. Archived from the original on 14 February 2017. Retrieved 14 February 2017.
5. ↑  Greenspun, Philip (July 2014). "Robinson R44 Raven I". Retrieved 20 September 2014.
6. ↑  Garrett Reim (6 March 2019). "Robinson Helicopter upbeat on diesel R&D with R44 Raven II". Flightglobal.
7. ↑  "FAI Record ID #6703". FAI. Archived from the original on 5 January 2015. Retrieved 20 September 2014.
8. ↑  "Chopper granny rounds globe". The Guardian. Guardian News and Media. 6 September 2000. Retrieved 6 June 2017.
9. ↑  "FAI Record ID #12126". FAI. Archived from the original on 5 January 2015. Retrieved 21 September 2014.
10. ↑  R44 Service Bulletin (PDF) (Report). Rev B. Torrance, CA: Robinson Helicopter Company. 28 September 2012. SB-78B. Retrieved 25 April 2013.
11. ↑  Ward, Nicholas (29 April 2013). R44 Bladder Fuel Tank Retrofit (PDF) (Report). Civil Aviation Safety Authority. AD/R44/23. Archived from the original (PDF) on 27 September 2013. Retrieved 25 September 2013.